# Negro Leo
Leonardo Campelo Gonçalves (Pindaré-Mirim, 13 de maio de 1983) mais conhecido pelo seu nome artístico, Negro Leo, é um cantor, compositor e violonista brasileiro Seus discos costumam ser aclamados pela crítica internacional em diversos canais, como The New York Times, Chicago Reader, Playboy Magazine, The List, Revista La Tempestad etc.
Negro Leo tem se apresentado em importantes festivais e casas de show mundo afora, como NRMAL Festival, na Cidade do México; Counterflows Festival, em Glasgow; Café Oto, em Londres; Le Guess Who? Festival, em Utrecht; Modern Skylab, em Xanghai; ADR Lincoln Center, em Nova York; Virada Cultural, em São Paulo; Matic Matic, em Bogotá; entre outros.
Formou-se em Ciências Sociais pela Universidade Federal do Rio de Janeiro (UFRJ).
É casado com a cineasta e cantora Ava Rocha.
Junto a Gregorio Gananian, codirigiu o filme "Aquele que viu o abismo", lançado em 2023, vencedor do Troféu Carlos Reichenbach na 27ª Mostra de Cinema de Tiradentes.

## Discografia
- 2012: Ideal Primitivo
- 2012: The Newspeak
- 2013: Tara
- 2014: Ilhas de Calor
- 2015: Niños Heroes
- 2016: Água Batizada
- 2017: Action Lekking
- 2017: Coisado
- 2020: Desejo de Lacrar
- 2020: CAC CAC CAC
- 2021: Infelizmente
- 2021: Schwarzfahren
- 2024: RELA